# François Baud
Pour les articles homonymes, voir Baud.
François Baud, né le 17 décembre 1928 à Morzine et mort le 24 novembre 2016 à Annecy, est un skieur alpin français. Il prend part à une édition des Championnats du monde en 1950 avec pour meilleure performance une 15e place en descente.

## Palmarès

### Championnats du monde
| Épreuve / Édition   | Descente | Slalom géant | Slalom |
| Mondiaux 1950 Aspen | 15e      | 28e          | —      |